# Vuollerim
Vuollerim – miejscowość w północnej Szwecji, w gminie Jokkmokk, położona nad jeziorem Vuollerimselet i rzeką Luleälven. W 2017 roku wieś liczyła 671 mieszkańców.

## Historia
Podczas wykopalisk w 1983 roku znaleziono pozostałości osadnictwa z epoki kamienia, które ocenia się na 6 tysięcy lat. Vuollerim zostało założone w 1756 roku jako wioska rolnicza. W latach 60. XX wieku zbudowano elektrownię Porsi na rzece Luleälven, co spowodowało znaczny wzrost populacji. W 1990 roku wieś liczyła ponad 1000 mieszkańców. 

## Gospodarka
W Vuollerim znajdują się ośrodek zdrowia, szkoła, opieka nad osobami starszymi i biblioteka. Sektor finansowy składa się głównie z lokalnych przedsiębiorców, hydroelektrowni, działalności turystycznej i handlowej. Największym pracodawcą w wiosce jest firma energetyczna Vattenfall.

## Galeria

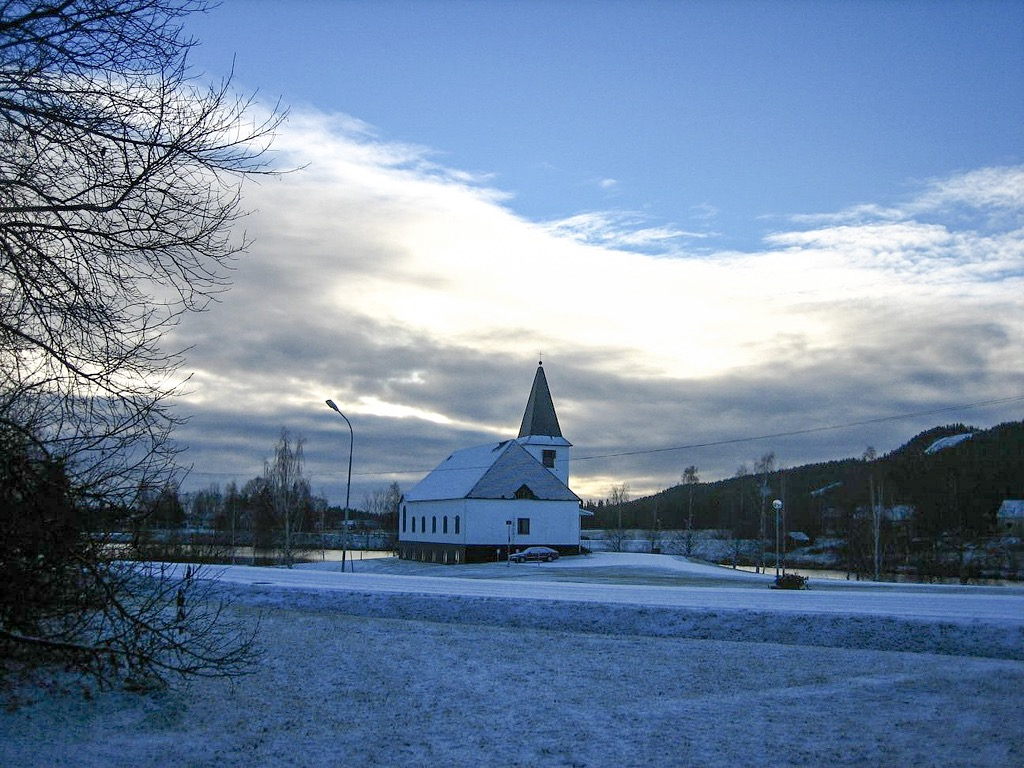
Kościół w Vuollerim, zbudowany w roku 1958.
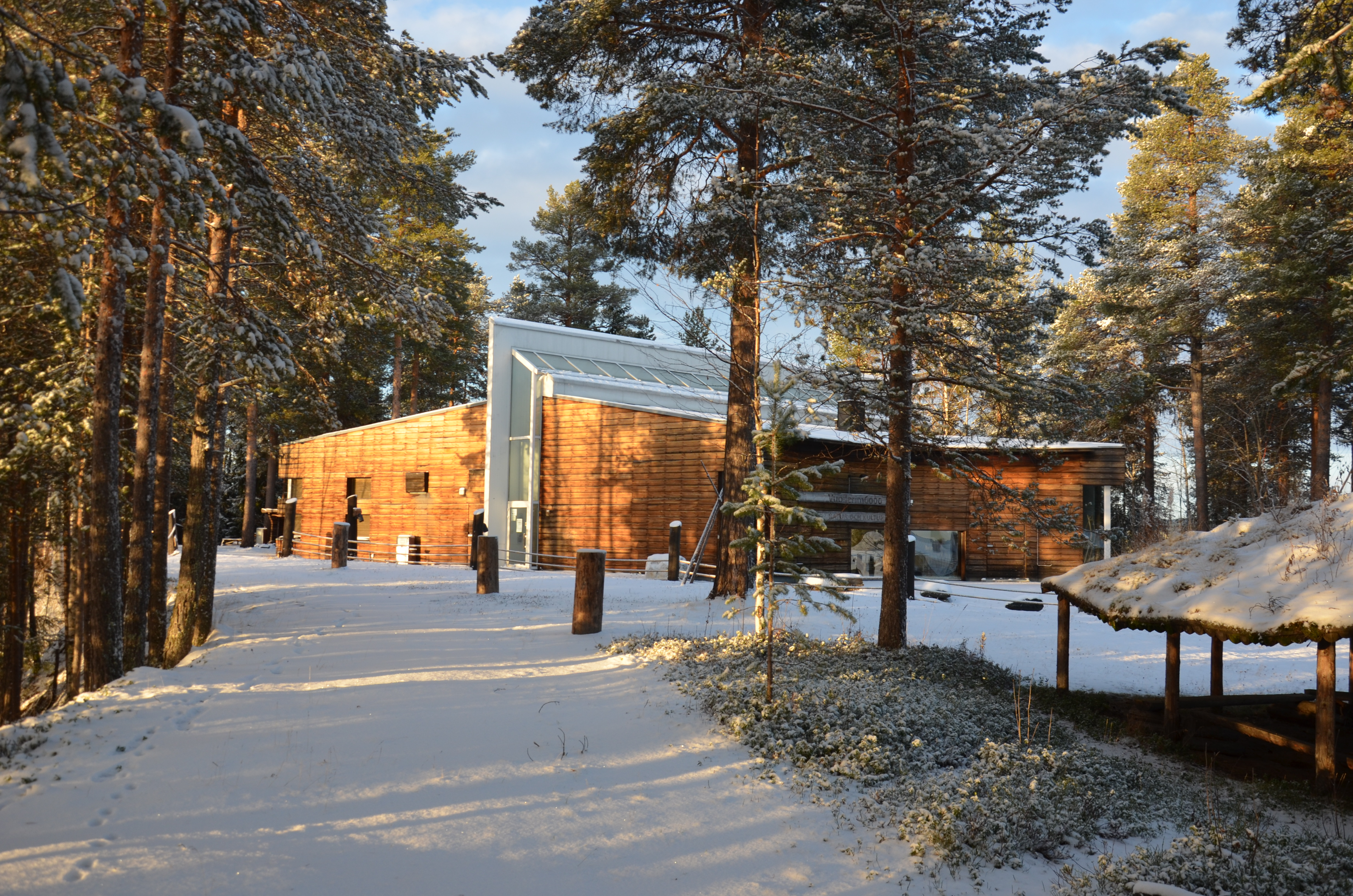
Muzeum archeologiczne.
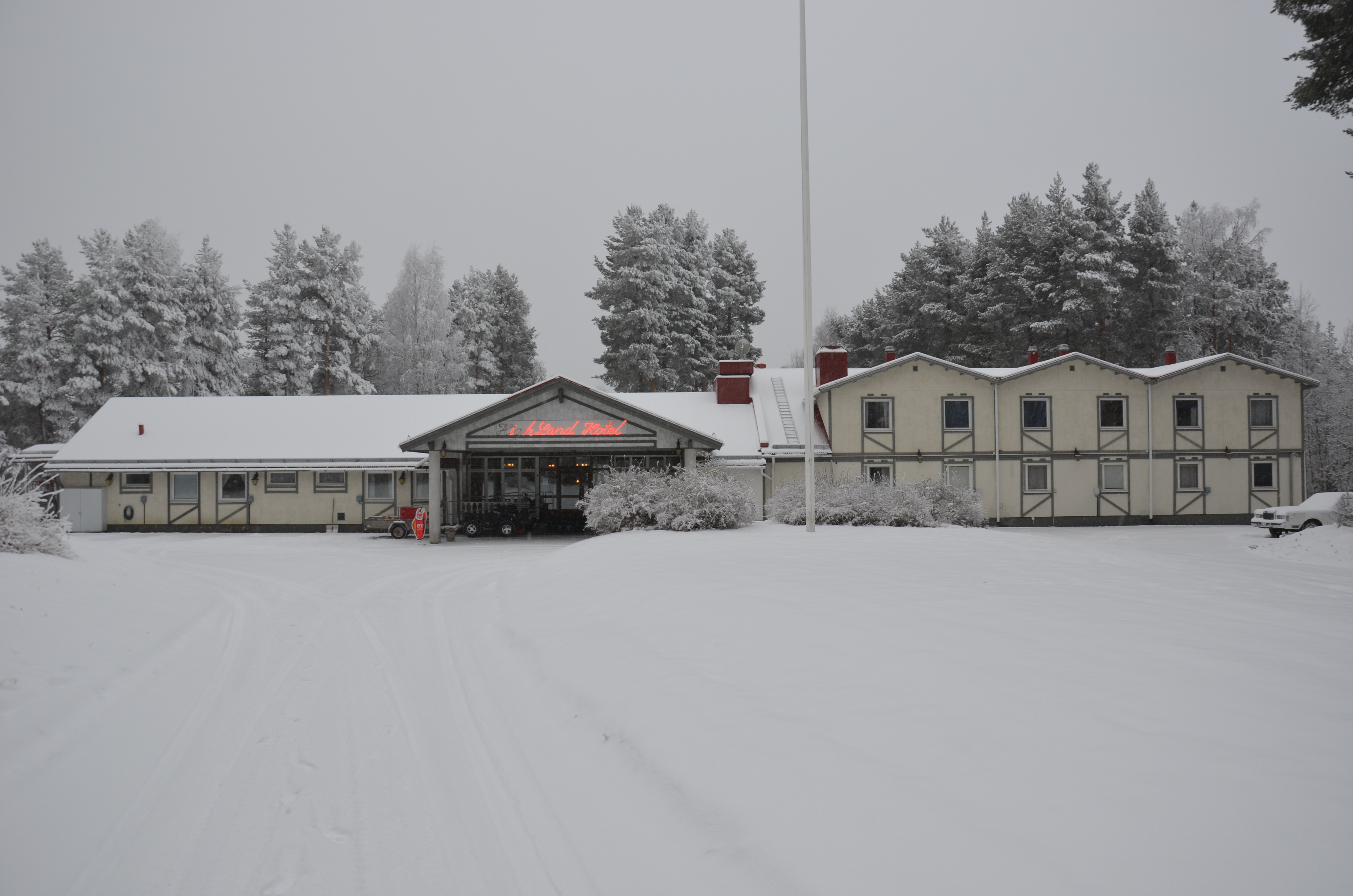
Hotel Highland
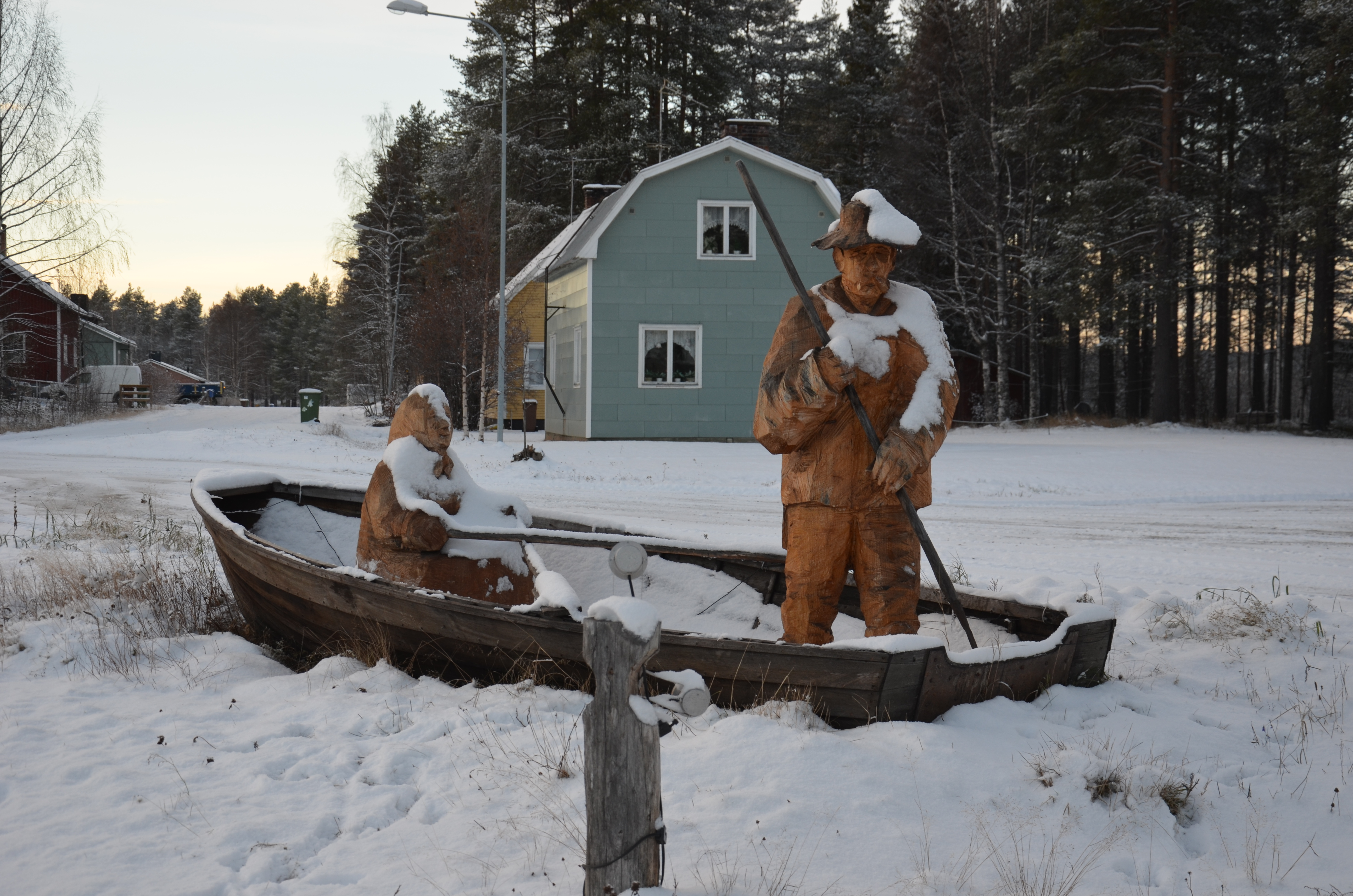
Rzeźba w centrum Vuollerim